# Colibrí presumit adorable
El colibrí presumit adorable (Lophornis adorabilis) és una espècie d'ocell de la família dels alcedínids (Alcedinidae) que habita Amèrica Central.

## Hàbitat i distribució
Viu a les zones forestals i garrigues de les terres baixes i turons del sud-oest de Costa Rica i oest de Panamà.